# 졸피뎀
졸피뎀(Zolpidem) 또는 브랜드명 앰비엔(Ambien), 앰비엔 CR(Ambien CR)은 수면제의 일종이다. 인터메조(Intermezzo), 스틸넉스(Stilnox), 스틸넉트(Stilnoct), 서블리넉스(Sublinox), 하이프너젠(Hypnogen), 조네이딘(Zonadin), Sanval, Zolsana and Zolfresh 등 다른 이름으로도 출시되었다.
일반적으로 15분 이내에 약효를 내고 2~3시간의 짧은 반감기를 갖는다. 졸피뎀은 약효가 빠르고 그 지속 시간이 짧은 수면제이다. 졸피뎀은 비-벤조디아제핀류’로써 ‘이미다조피리딘류(진정제의 일종)’로써 ‘벤조디아제핀류’처럼 GABAA수용체에 결합함으로써 신경전달물질인 GABA의 효과를 증가시킨다. 투여한 약제가 목적부위로 이동해 효과를 나타내기까지의 시간은 오래 걸리지는 않지만, 수면의 유지에 끼치는 영향에 대해 입증된 바는 아직 없다.
졸피뎀은 ‘이미다조피리딘류’의 약제로 수면의 개시에 그 효과를 나타내었으며 분자적으로 전혀 다른‘벤조디아제핀 류’의 약제들과 비슷한 ‘수면 유도 작용(hypnotic effects)’을 한다. 벤조디아제핀 수용체의 길항제인 플루마제닐(Flumazenil)은 벤조디아제핀의 과다 복용 시에 투여하며, 진정-수면 효과와 기억-장애 영향을 반전시킨다. 또한, 항경련제와 근육이완제의 특성을 일부 나타내지만, ‘근-이완’ 또는 발작을 예방하기 위해 통용하기까지는 입증된 단계는 아니다. 근 이완을 야기하기 위해 10번의 수면제 복용을 필요로 하고, 경련을 억제하거나 조절하기 위해 수면제를 20번 복용해야 하기 때문인데, 많은 양을 복용하게 되면 기억 상실이나 환각과 같은 부작용을 초래하게 된다. 일찍이 진행되었던 연구결과와 대조해 볼 때, 최근 연구결과에서는 졸피뎀이 가장 가능성이 있는 ‘항-경련제’라는 것을 보여준다. 정상복용범위를 넘어서까지 복용하면 진정작용이 항경련 치료에 있어서 주요 부작용로 작용하기 때문에 정상적인 항-경련 효과는 현재까지 실현할 수 없었지만 항-경련효과의 역치는 기존 추정값보다 현저히 작기 때문에 앞으로의 연구성과에 기대를 가져 볼 만하다.
미국의 환자들에게 유통되고 있는 졸피뎀은 프랑스 제약회사 사노피사의 약제이다. 2007년 4월 23일, 미국의 식약청은 13개의 품명에 대한 허가를 내주었는데 그 중 졸피뎀이 영국의 몇몇 제약회사와 남아프리카의 Sandoz사, 이스라엘의 TEVA사 뿐만 아니라 독일의 Ratiopharm이나 Takeda GmbH에서 개발한 마약이다.
이 약을 복용하였을 때, 약이 환자로 하여금 아침에 졸음이 오도록 유발하여 교통사고의 위험이 있다는 연구자료가 공개되며, 2013년 1월 10일 부로 미국 식품의약국이 ‘여성의 경우, Ambien과 Zolpidem을 권고량의 절반으로 감량하여 복용할 것’을 공표했다. 마찬가지로 남성의 경우에도 빠른 속도로 약을 흡수하기 때문에 감량하여 복용할 것을 권고했다. 하지만, 남성과 여성이 어떻게 각기 다른 속도로 약을 대사하는지 그 이유는 아직도 분명하지 않다. 2013년 5월, 미국의 식약청은 약의 부작용으로 다음날 아침에 졸음이 오는 현상을 미연에 방지하기 위해 졸피뎀의 새로 정해진 복용량 기준치를 명시하도록 하였다.